# Jasenica
Jasenica és un poble i municipi d'Eslovàquia que es troba a la regió de Trenčín.

## Història
La primera menció escrita de la vila es remunta al 1269.

## Demografia
| Godina             | 1994 | 2004   | 2014   | 2024    |
| ------------------ | ---- | ------ | ------ | ------- |
| Nombre de persones | 950  | 976    | 1063   | 1245    |
| Diferència         |      | +2,73% | +8,91% | +17,12% |

| Godina             | 2023 | 2024   |
| ------------------ | ---- | ------ |
| Nombre de persones | 1238 | 1245   |
| Diferència         |      | +0,56% |